# Maria II de Portugal
Maria II de Portugal (portuguès: Maria II)  (Rio de Janeiro, 4 d'abril de 1819 - Lisboa, 15 de novembre de 1853) l'Educadora, reina de Portugal (1826-1828) i (1834-1853). Heretà la corona portuguesa després de la mort del seu avi Joan VI i la renúncia del seu pare.

## Biografia
Maria II va néixer Maria da Glória Joana Carlota Leopoldina da Cruz Francisca Xavier de Paula Isidora Micaela Gabriela Rafaela Gonzaga. el 4 d'abril de 1819 al Palau de São Cristóvão a Rio de Janeiro, al Brasil, on la família reial portuguesa s'havia exiliat com a conseqüència de la invasió napoleònica, rebé els títols de princesa de Portugal i del Brasil amb el grau d'altesa reial. Filla del rei i emperador Pere IV de Portugal (Pere I del Brasil) i l'arxiduquessa Maria Leopoldina d'Àustria, els seus avis paterns eren el rei Joan VI de Portugal i la infanta Carlota Joaquima d'Espanya, mentre que els avis materns eren l'emperador Francesc I d'Àustria i la princesa Maria Teresa de Borbó-Dues Sicílies. D'octubre de 1828 fins a l'agost de 1831 va residir i estudiar a Londres (Regne Unit), tenint casualment com a professor de música el seu compatriota Joaquim dos Santos Duarte.

## Núpcies i descendents
Es casà en primeres núpcies per poders a Múnic l'1 de desembre de 1834 i en persona a Lisboa el 26 de gener de 1835 amb el germà de la seva madrastra, el duc August de Leuchtenberg, fill del duc Eugeni de Leuchtenberg i de la princesa Augusta de Baviera.
En segones núpcies es casà el 9 d'abril de 1836 amb el príncep Ferran de Saxònia-Coburg Gotha, un any després de quedar viuda del seu primer espòs, mort després d'escassos mesos d'arribar a Portugal. El príncep Ferran era fill del príncep Ferran de Saxònia-Coburg Gotha i l'aristòcrata hongaresa Antònia de Kohary. Era net del duc Francesc de Saxònia-Coburg Saafeld i la princesa Augusta de Reuss-Ebersdorf i Lobenstein. Per part de mare pertanyia a una de les famílies més riques d'Hongria essent el seu avi, el príncep de Kohary, canceller de l'Imperi Austríac.
La parella s'instal·là a Lisboa i tingueren onze fills. En el part de l'última la reina Maria hi trobà la mort:
- Pere V de Portugal (1837-1861).
- Lluís I de Portugal (1838-1889).
- Maria de Bragança (1840).
- Joan de Bragança (1840).
- Maria Anna de Portugal (1843-1884), casada el 1859 amb Jordi I de Saxònia.
- Antònia de Portugal (1845-1913), casada el 1861 amb Leopold de Hohenzollern-Sigmaringen.
- Ferran de Bragança (1846-1861).
- August de Bragança (1847-1889), duc de Coïmbra.
- Leopold de Bragança (1849).
- Maria Glòria de Bragança (1851).
- Eugeni de Bragança (1854).

## Obra de Govern
A la mort del seu avi, el rei Joan VI de Portugal, es desencadenà una crisi successòria. Per ordre successori no era clar en qui havia de recaure la Corona portuguesa: si al que seria el rei Pere IV de Portugal, ocupant del tron imperial del Brasil i de tendències liberals, o al seu germà l'infant, i posterior, Miquel de Portugal, de tendències absolutistes i exiliat del país després d'un cop d'estat en contra del seu pare.
La majoria de portuguesos creien que l'hereu legítim era Pere, però no volien veure de nou unides les corones portuguesa i brasilera. Per això idearen la renúncia de Pere, que estava vinculada a una regència de l'infant Miquel de Portugal, que a la vegada s'havia de convertir en espòs de la seva neboda, la reina. Arribat el nou regent de l'exili austríac s'apoderà de la Corona al llarg del període 1826-1834. La guerra dels Dos Germans, que enfrontà els partidaris del nou monarca i de la reina Maria II, provocà l'abdicació de Miquel el 26 de maig de 1834 en la Capitulació d'Évora Monte, la seva expulsió del regne i la consolidació de la nova monarca portuguesa.
El 16 de maig de 1846 es produí la primera insurrecció liberal del govern de la reina Maria, que fou parada ja el 1847 per les tropes reials, evitant així entrar en l'onada de revolucions liberals de 1848 que afectaren la majoria de països europeus.
Al llarg del regnat la reina Maria donà suport a un seguit de polítiques públiques encaminades a la millora sanitària del país i a la reducció de la còlera. També contribuí a la millora de les condicions educatives del país.
L'any 1853, després que dos desaconsellat pels metges, quedà de nou en estat, i aquest embaràs li provocà la mort el 15 de novembre.